# HMS Glorious
La HMS Glorious fu una portaerei della Royal Navy capoclasse della classe Glorious, una modifica estrema di un incrociatore da battaglia convertito in portaerei nel 1922.
Venne progettato per essere uno dei large light cruiser ("grandi incrociatori leggeri") di Jackie Fisher che doveva partecipare ad uno sbarco anfibio sulla costa baltica della Germania durante la prima guerra mondiale. La flotta di Sua Maestà accolse la Glorious e le sue (quasi) gemelle Furious e Courageous con un certo scetticismo fin dall'inizio, tanto che vennero loro affibbiati i nomignoli di "Curious", "Spurious" ed "Outrageous", già nel loro ruolo iniziale di "grandi incrociatori leggeri".

## Genesi

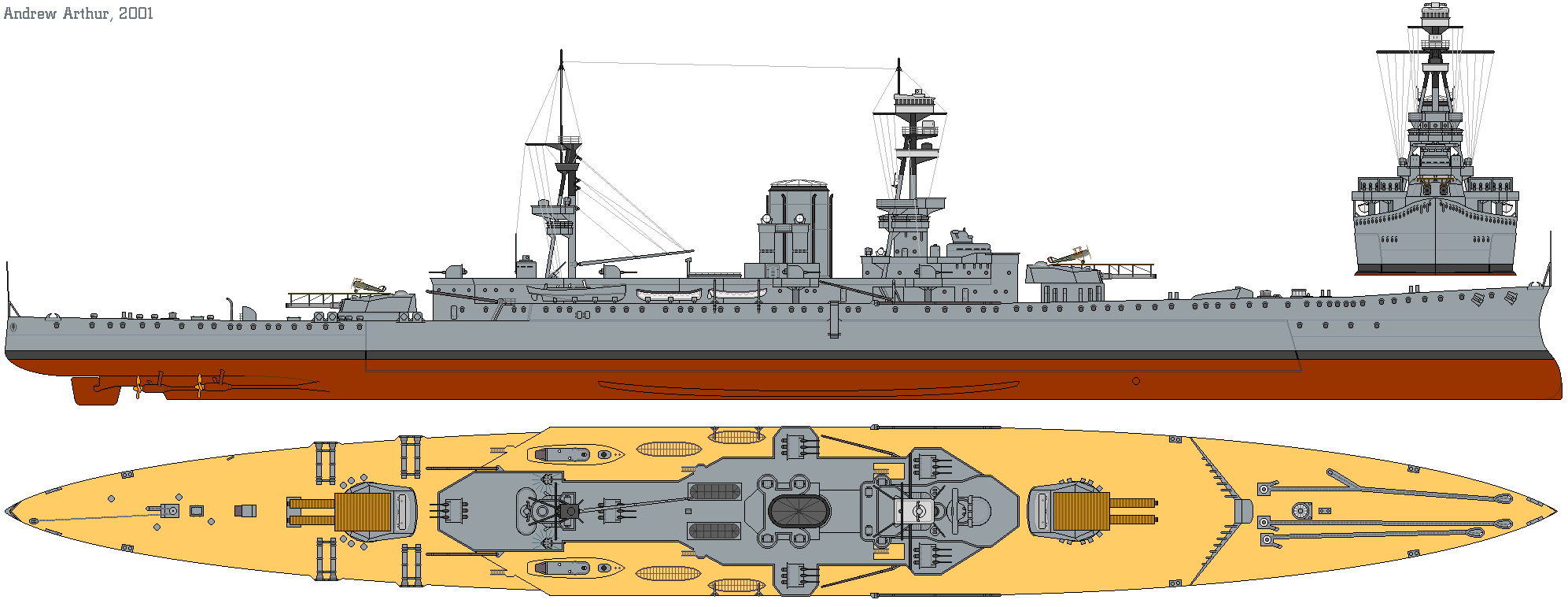
Schema della Glorious al momento dell'ingresso in servizio

La Glorious venne costruita nei cantieri Harland and Wolff di Belfast. Il progetto prevedeva un incrociatore da battaglia leggero, armato con cannoni da 381 mm e scarsamente corazzato. Venne impostato il 1º maggio 1915, varato il 20 aprile 1916 e completato il 14 ottobre seguente, entrando in servizio nel gennaio 1917, durante il penultimo anno della prima guerra mondiale. Il costo totale della costruzione fu di 2.119.065 sterline.
Le macchine erano molto simili a quelle installate in un precedente incrociatore leggero, il Champion, con due blocchi motore e quattro assi. Durante un'esercitazione nel 1917 la Glorious riuscì a lanciare un siluro da uno dei suoi tubi di lancio sommersi mentre era in navigazione alla massima velocità. Fino ad allora i tubi sommersi erano utilizzati alla velocità massima di 23 nodi a causa dei possibili danni causati dalla pressione dell'acqua a velocità superiori. L'armamento secondario consisteva di un nuovo tipo di cannoni da 102 mm tripli, progettati per fornire un'alta cadenza di fuoco contro mezzi veloci come le torpediniere. Al momento dell'ingresso in servizio però, a causa della vicinanza dei pezzi i serventi si intralciavano tra loro, abbassando di molto l'effettivo numero di colpi sparati, rendendo teoricamente più efficienti tre pezzi su affusti singoli. A causa della sua struttura leggera e di altre pecche nella costruzione, la nave passò molto tempo in cantiere per riparazioni, venendo soprannominata "Uproarius" (rumorosa).

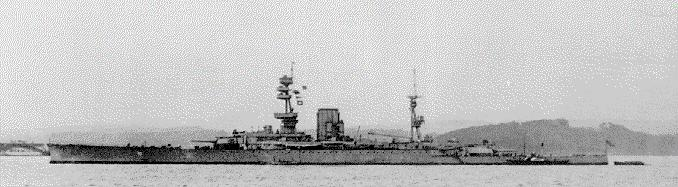
La Glorious nel 1918

Quando entrò in servizio, la Glorious divenne l'ammiraglia del 3º Squadrone incrociatori leggeri, e successivamente del 1º Squadrone. Il 17 novembre 1917, insieme alla Courageous e alla Repulse, si scontrò con le forze tedesche presso Heligoland Bight, senza venire danneggiata. Nel 1918 vennero installate sopra le torrette da 381 delle brevi rampe per il decollo di aerei. Il 21 novembre presenziò alla resa della Hochseeflotte tedesca. Nel 1919 venne assegnata alla Scuola di Artiglieria di Devonport come nave addestramento. In seguito venne designata come nave ammiraglia della Riserva.

## Conversione
Con la firma e l'entrata in vigore del Trattato navale di Washington del 1922 la Glorious venne considerata come tonnellaggio in eccesso nella categoria delle navi maggiori e se ne decise la trasformazione in portaerei. La combinazione caratteristica di scafo ampio e alta velocità la rendevano ideale per questo ruolo. I lavori iniziarono nel 1924 e la nave rientrò in servizio il 10 marzo 1930. Inizialmente le modifiche avvennero nel cantiere di Rosyth ma, alla chiusura di questo nel 1929, la nave venne trasferita a Devonport. Il costo totale fu di 2.137.374 sterline.

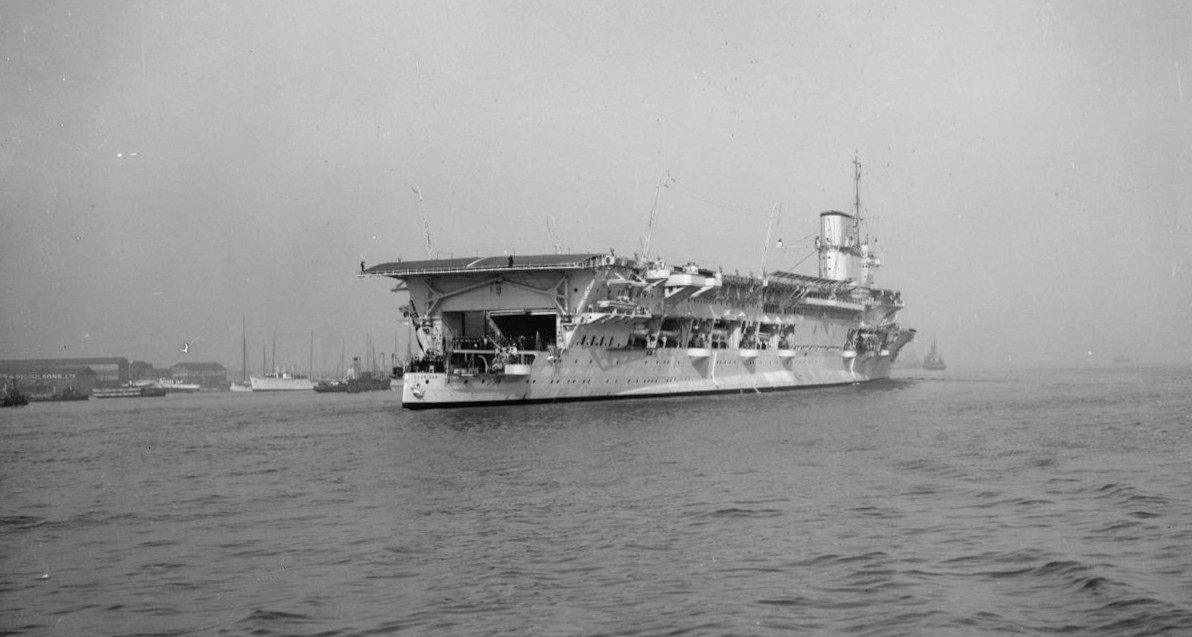
La Glorious nel 1934 dopo la conversione

Quando tornò in servizio aveva due ponti di volo, quello principale e uno secondario a prua, adatto solo per i decolli. Nei lavori del 1935-1936 quest'ultimo venne eliminato e lo spazio impiegato per posizionare l'armamento antiaereo e sul ponte principale vennero installate due catapulte per il lancio di aerei di peso superiore alle 4,5 tonnellate.
La Glorious era equipaggiata con due livelli di hangar, entrambi lunghi 168 m e alti 7,3 m. Poteva imbarcare fino a 48 aerei. Negli anni trenta aveva a bordo Fairey Flycatcher, Blackburn Ripon e Fairey III da ricognizione. In seguito vennero sostituiti con i più moderni Fairey Swordfish e Gloster Gladiator. La Glorious poteva essere distinta dalla sorella Courageous per un più lungo arrotondamento del ponte di volo e per il differente modello di albero.

## Servizio
Dopo lo scoppio della seconda guerra mondiale venne assegnata brevemente alla Mediterranean Fleet. Nel mese di ottobre 1939 venne trasferita nell'oceano Indiano attraverso il Canale di Suez per partecipare alla caccia alla Admiral Graf Spee.

### La campagna di Norvegia
All'inizio della campagna di Norvegia nell'aprile 1940 venne richiamata in patria, dove giunse il 23 aprile insieme alla Ark Royal. Il giorno successivo venne trasferita nelle acque norvegesi per condurre una serie di attacchi sulle posizioni tedesche in Norvegia con i suoi Blackburn Skua e Gloster Gladiator. Il 27 aprile tornò in patria per fare rifornimento scortata dal cacciatorpediniere Grenade, tornando nuovamente in Norvegia dal 1º maggio per proseguire gli attacchi trasportando anche alcuni caccia Gladiator per operare da basi a terra. Il 28 maggio trasportò uno squadrone di Hawker Hurricane a Bardufoss per coprire l'evacuazione delle truppe alleate, viaggiando senza cacciatorpediniere di scorta. Il 2 giugno i suoi aerei coprirono l'evacuazione di Narvik e dal 5 prese parte all'Operazione Alphabet, l'evacuazione di tutte le truppe britanniche e francesi in Norvegia.

### L'affondamento
Nella notte tra il 7 e l'8 giugno la Glorious, al comando del Capitano Guy D'Oyly-Hughes e con a bordo 18 aerei degli squadroni 46 e 263 della Royal Air Force, era in navigazione verso Scapa Flow con un convoglio di truppe. Nelle prime ore dell'otto giugno ottenne il permesso di procedere indipendentemente a maggiore velocità con due cacciatorpediniere di scorta, Ardent e Acasta. È possibile che la richiesta di procedere più rapidamente fosse dovuta all'impazienza del Capitano di raggiungere la base per partecipare alla Corte Marziale del comandante degli aerei imbarcati J.B. Heath, in attesa di giudizio per essersi rifiutato di effettuare un attacco. Durante la navigazione venne intercettata dalle navi da battaglia Scharnhorst e Gneisenau e affondata insieme ai cacciatorpediniere di scorta circa 280 miglia a ovest di Harstad, prima di poter far decollare i propri aerei e senza lanciare alcun messaggio radio
La Scharnhorst venne gravemente danneggiata da un siluro lanciato dall'Acasta ed entrambe le navi vennero colpite diverse volte dai cannoni da 120 mm dei cacciatorpediniere. Il danno causato dal siluro costrinse le due navi da battaglia a tornare a Trondheim, permettendo così il passaggio del convoglio di evacuazione nella zona il giorno seguente. La perdita delle navi rimase sconosciuta ai comandi e gli unici sopravvissuti, 43 in tutto, vennero recuperati dai mercantili norvegesi Borgund e Svalbard II.